# Ernesto Rodrigues
Ernesto Rodrigues (Lisboa, 29 de agosto de 1959) é um compositor, violinista e violetista português.

## Vida
Ernesto Rodrigues toca violino há 30 anos e tem desempenhado todos os géneros musicais que vão desde a música contemporânea, free jazz e free improvisation, em estúdio e ao vivo ao redor do mundo. Criou a editora Creative Sources Recordings em 1999, que se concentra principalmente na liberação experimental e música electroacústica.

## Estilo e influências
Inicia os seus estudos musicais aos sete anos de idade, sob a orientação de Wenceslau Pinto.
Em 1973, frequentou a Academia de Amadores de Música e, pouco depois, o Conservatório Nacional, onde estuda Violino e Composição. Estudou com Emmanuel Nunes, Paulo Brandão, Eurico Carrapatoso e Pedro M. Rocha. Participou em diversos cursos e workshops com Jorge Peixinho e Constança Capdeville, entre outros.
O seu principal interesse está relacionado com a música contemporânea (improvisada e/ou escrita), assim como em música gráfica e indeterminada (partituras cedidas pelos compositores Gerhard Stäbler e Phill Niblock).
A relação com os seus instrumentos é basicamente direccionada para aspectos de ordem "sónica" e textural. A influência da música electrónica tem sido determinante para uma abordagem nova, no que ao violino/viola diz respeito, subvertendo os conceitos clássicos e académicos, recorrendo ao uso sistemático de "preparações" e micro-tonalidades. Colaboração musical em trabalhos dos artistas plásticos Carlos Mota e Rogério Silva. Música para Dança em trabalhos de Isabel Valverde, Ana Galan, Anna Pasztor, Valérie Métivier, Andresa Soares, Manuela Cipriano e Ana Moura.
Música para Cinema onde destaca a sua colaboração com os realizadores Rui Simões e Edgar Feldman. No campo da Poesia distingue experiências com Lawrence Ferlinghetti e Manuel Cintra.
Membro fundador dos grupos Metropolis, Fromage Digital, Lautari Consort, IKB Ensemble e Suspensão.
Activo como improvisador, destaca colaborações com Carlos Zíngaro, Manuel Mota, Gabriel Paiuk, Jean-Luc Guionnet, Taku Unami, Christine Sehnaoui Abdelnour, Michael Vorfeld, Wade Matthews, Ingar Zach, Michael Thieke, Keith Rowe, Axel Dörner, Tetuzi Akiyama, Pascal Battus, Alessandro Bosetti, Heddy Boubaker, Angharad Davies, Rhodri Davies, Jacques Demierre, Ernesto Diaz-Infante, Andrew Drury, Alexander Frangenheim, Tim Hodgkinson, Mazen Kerbaj, Hans Koch, Peter Kowald, Ulrich Krieger, Hannah Marshall, Oren Marshall, Seijiro Murayama, Reuben Radding, Gino Robbair, David Stackenäs, Birgit Ulher, Biliana Voutchkova, Nusch Werchowska, Mathieu Werchowski, Radu Malfatti, Christian Wolfarth, Tom Djll, John Eckhardt, Carl Ludwig Hübsch, Raymond Strid, Martin Küchen, etc
Em 1999 funda a editora Creative Sources Recordings, principalmente vocacionada para a música experimental e electroacústica.
Em 2000 funda a Variable Geometry Orchestra, a qual dirige e se encontra em actividade.

## Colaborações
- Lawrence Ferlinghetti
- Phill Niblock
- Guilherme Rodrigues
- Han Bennink
- Eugene Chadbourne
- Peter Kowald
- Jeffrey Morgan
- Evan Parker
- Karlheinz Stockhausen
- Cecil Taylor
- Richard Teitelbaum
- Iannis Xenakis
- Carlos Zíngaro
- Taku Unami
- Sei Miguel
- Hans Koch
- Ingar Zach
- Keith Rowe
- Radu Malfatti

## Discografia
- Movement Sounds - Leo Lab 032, Londres 1997
- Musique de Chambre - IC 100, Lisboa 1999
- Self Eater and Drinker - audEo 0399, Porto 1999
- Multiples - CS 001, Lisboa 2001
- Sudden Music - CS 002, Lisboa 2002
- 23 Exposures - CS 003, Lisboa 2002
- Ficta - CS 005, Lisboa 2002
- Assemblage - CS 007, Lisboa 2002
- Cesura - CS 008, Lisboa 2003
- Contre-Plongée - CS 011, Lisboa 2004
- Dorsal - CS 012, Lisboa 2004
- Kreis - CS 020, Lisboa 2005
- Prisma - ST4001, EUA 2005
- Diafon - CS 041, Lisboa 2005
- Nostalgia - CTRL 25, Itália 2006
- Sable - CNV28, Espanha 2006
- Kinetics - CS 043, Lisboa 2006
- Electric Trio - Ésquilo, Porto 2006
- Oranges - CS 068, Lisboa 2006
- Undecided [A Family Affair] - CS 072, Lisboa 2006
- Drain - CS 075, Lisboa 2006
- Sen - CS 033, Lisboa 2006
- London - CS 080, Lisboa 2007
- Stills - CS 100, Lisboa 2007
- "Flexigos 007" - Gos, Lisboa 2007
- Doppelgänger - CS 103, Lisboa 2007
- Refrain - CS 097, Lisboa 2008
- "May there be... - CS 134, Lisboa 2008
- "Ordinary Music vol. 3" - CS 136, Lisboa 2008
- "Paura - The Construction of Fear" - CS 139, Lisboa 2008
- "Live at the Casa da Música, Porto" - VL2008-2, S. Francisco 2008
- "Noite" - CS 142, Lisboa 2008
- "Eterno Retorno" - CS 144, Lisboa 2009
- "GIO poetics" - CS 114, Lisboa 2009
- "Twrf neus ciglau" - CS 156, Lisboa 2009
- "Fower" - CS 161, Lisboa 2009
- "Vinter" - CS 158, Lisboa 2010
- "Murmúrios" - CS 170, Lisboa 2010
- Our Faceless Empire - Pax Recordings, S. Francisco 2010
- "Wounds of Light" - CS 178, Lisboa 2010
- "Erosions" - CS 172, Lisboa 2010
- Suspensão - CS 189, Lisboa 2011
- Le Beau Déviant - CS 194, Lisboa 2011
- Brume - CS 200, Lisboa 2011
- Nie - CS 203, Lisboa 2012
- Fabula - CS 220, Lisboa 2012
- Monochrome bleu sans titre - CS 223, Lisboa 2012
- Three Rushes - CS 227, Lisboa 2012
- Lisboa - CS 232, Lisboa 2012
- Shimosaki - b-boim 027, Viena 2012
- Seattle - CS 235, Lisboa 2012
- Late Summer - CS 230, Lisboa 2012
- All about Mimi - CS 240, Lisboa 2012

## Compilações
- Way Out - AnAnAnA MMM01, Lisboa 1999
- EMFP05 - WIRE, Londres 2005
- Collection d'Univers Spontanés - Insubordinations, Genebra 2006
- Sonic Scope 2008 - GOS22, Lisboa 2008